# ماتيا نوتاري
ماتيا نوتاري (بالإيطالية: Mattia Notari)‏ هو لاعب كرة قدم إيطالي في مركز الدفاع، ولد في 20 مايو 1979 في كومو في إيطاليا. لعب مع إيه سي ميلان وليرس ونادي كاتانيا ونادي مانتوفا ونادي نوفارا.

## وصلات خارجية
- ماتيا نوتاري على موقع قاعدة بيانات كرة القدم.إي يو (الإنجليزية)
- ماتيا نوتاري على موقع Soccerway.com (الإنجليزية)
- ماتيا نوتاري على موقع عالم كرة القدم.نت (الإنجليزية)